# عصمت سیف‌الدوله
عصمت سیف‌الدوله (۲۰ اوت ۱۹۲۳–۳۰ مارس ۱۹۹۶) حقوقدان مصری است که در روستای الهمامیة از توابع شهرستان البداری در استان اسیوط مصر به دنیا آمد. پس از گذراندن دوران ابتدایی در روستای محل زندگی، برای تکمیل تحصیلاتش در دانشگاه به قاهره رفت. در سال ۱۹۴۶ میلادی در مقطع لیسانس در رشته حقوق فارغ‌التحصیل شد. او توانست در سال ۱۹۵۱ میلادی فوق‌لیسانس اقتصاد سیاسی، در سال ۱۹۵۲ میلادی فوق لیسانس حقوق را در دانشگاه قاهره کسب کند و در سال ۱۹۵۵ میلادی فوق لیسانس حقوق عمومی را از دانشگاه پاریس دریافت کند. در آخر او به سال ۱۹۵۷ با دکترای قانون از دانشگاه پاریس فارغ‌التحصیل شد. در اوایل دوران حکومت انور سادات به اتهام برنامه‌ریزی برای راه‌اندازی برای ایجاد یک تشکیلات مردمی با هدف قیام علیه حکومت‌های عربی به نام سازمان عصمت سیف الدولة، دستگیر رو روانه زندان شد. او از سال ۱۹۷۲ میلادی تا ۱۹۷۳ میلادی را در زندان گذراند. آخرین بار در سال ۱۹۸۱ میلادی دستگیر شد.

## تالیفات
1. نظریه الدفاع الشرعی فی القانون المصری در سال ۱۹۵۷ به زبان فرانسوی
2. أسس الاشتراکیة العربیة ۱۹۶۵
3. أسس الوحدة العربیة ۱۹۶۵
4. الطریق إلی الوحدة العربیة ۱۹۶۶
5. الطریق إلی الاشتراکیة العربیة ۱۹۶۷
6. وحدة القوی العربیة التقدمیة ۱۹۶۸
7. ما العمل؟ حول هزیمة ۱۹۶۷ ۱۹۶۹
8. الطریق إلی الدیموقراطیة ۱۹۷۱
9. الوحدة ومعرکة تحریر فلسطین ۱۹۷۱
10. نظریة الثورة العربیة (سبعة أجزاء) ۱۹۷۲
11. النظام النیابی ومشکلة الدیموقراطیة ۱۹۷۵
12. الحرکة الطلابیة ۱۹۷۵
13. الأحزاب ومشکلة الدیموقراطیة فی مصر ۱۹۷۶
14. هل کان عبد الناصر دیکتاتورا؟ ۱۹۷۷
15. التقدم علی الطریق المسدود ۱۹۷۷
16. إعدام السجان ۱۹۷۸
17. حوار مع الشباب العربی ۱۹۷۸
18. رأسمالیون وطنیون ورأسمالیة خائنة ۱۹۷۹
19. هذه المعاهدة ۱۹۸۰
20. دفاع عن الشعب ۱۹۸۰
21. الاستبداد الدیموقراطی ۱۹۸۰
22. دفاع عن الوطن ۱۹۸۰
23. هذه الدعوة للاعتراف المستحیل ۱۹۸۳
24. المحددات الموضوعیة لدور مصر فی الوطن العربی
25. عن الناصرین وإلیهم
26. عن العروبة والإسلام ۱۹۸۶
27. دفاع عن ثورة مصر العربیة ۱۹۹۰
28. الدیموقراطیة فی فکر عبد الناصر ۱۹۹۰
29. الشباب العربی ومشکلة الانتماء ۱۹۹۱
30. مذکرات قریة ـ الجزء الأول ۱۹۹۴
31. مذکرات قریة الجزء الثانی ۱۹۹۵
32. حکم بالخیانة کتب فی أعقاب مفاوضات فض
33. الاشتباک مع العدو الصهیونی فی أعقاب حرب۱۹۷۳
34. عشرات المقالات والبحوث المنشورة فی الدوریات

نوشتارهای ادبی
1. مذکرات قریة
2. مشایخ جبل البداری